# Pakistanische Badmintonmeisterschaft 1958
Die Pakistanische Badmintonmeisterschaft 1958 fand in Karatschi statt. Es war die vierte Austragung der nationalen Meisterschaften von Pakistan im Badminton.

## Titelträger
| Disziplin    | Sieger                  |
| ------------ | ----------------------- |
| Herreneinzel | Irshad Ahmed            |
| Dameneinzel  | Gemma Rodricks          |
| Herrendoppel | Masood Khan Wahajat Ali |
| Damendoppel  | Purnima Paul Jamil      |
| Mixed        | Wahajat Ali Jamil       |